# Antonio Poma
Antonio Poma, italijanski rimskokatoliški duhovnik, škof in kardinal, * 12. junij 1910, Villanterio, † 24. september 1985, Bologna.

## Življenjepis
15. aprila 1933 je prejel duhovniško posvečenje.
28. oktobra 1951 je bil imenovan za pomožnega škofa Mantove in za naslovnega škofa Thagast; 9. decembra istega leta je prejel škofovsko posvečenje. 
Leta 1952 je postal soškof Mantove in 8. septembra 1954 je nasledil škofovski položaj.
V letih 1962−1965 je sodeloval na drugem vatikanskem koncilu.
16. julija 1967 je bil imenovan za sonadškof Bologne in za naslovnega nadškofa Hierpiniane; 12. februarja 1968 je nasledil nadškofovski položaj.
28. aprila 1969 je bil povzdignjen v kardinala in imenovan za kardinal-duhovnika S. Luca a Via Prenestina.
11. februarja 1983 se je upokojil.